# Cultura di Cetina

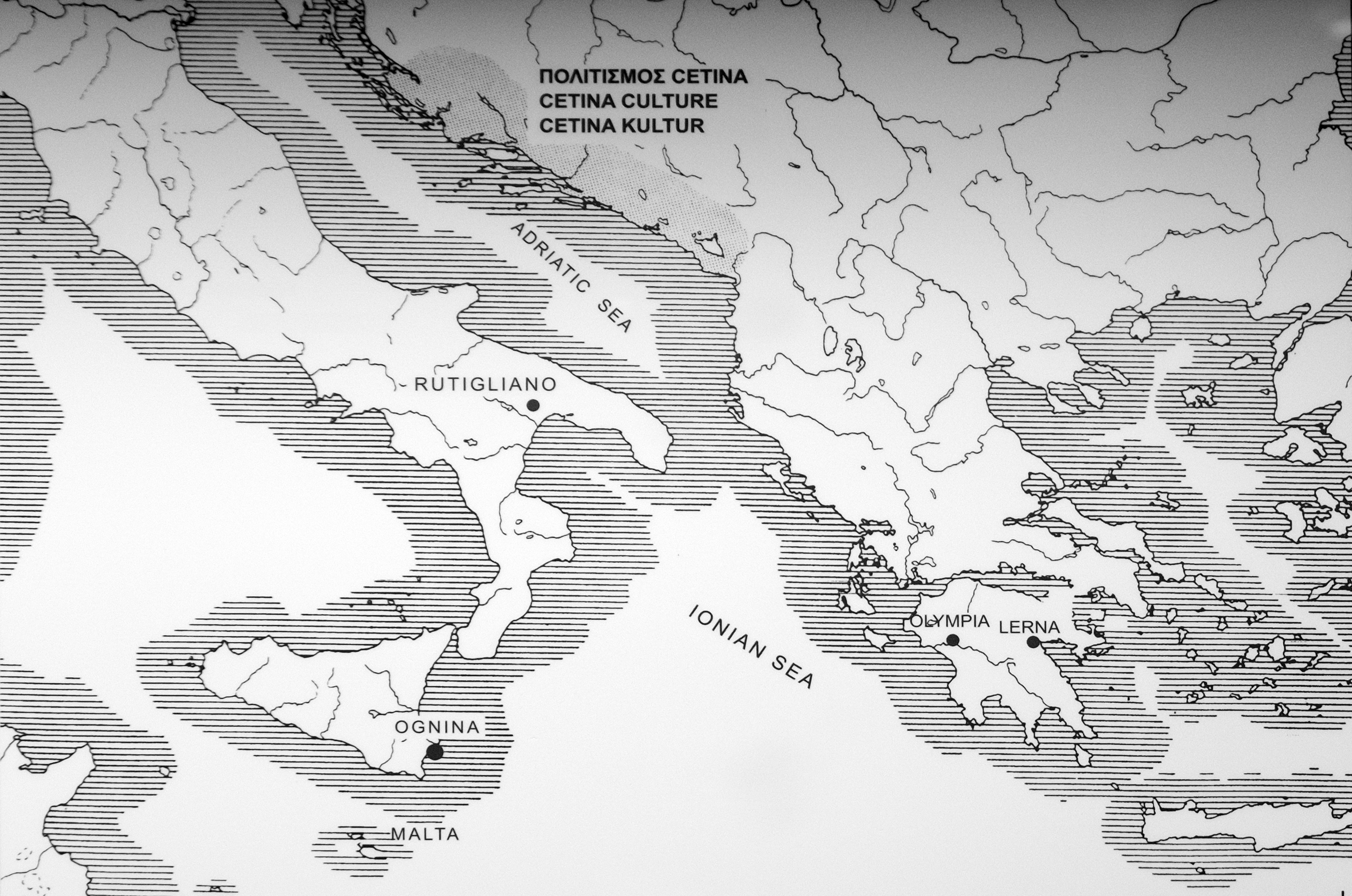
Mappa dei centri di diffusione della Cultura di Cetina

La cultura di Cetina fu una cultura archeologica della costa della Dalmazia centrale, e in particolare del suo entroterra, durante la prima età del bronzo, secondo la cronologia di Paul Reinecke Br A1-A2/B1 (2200 a.C. circa). Prende il nome dal fiume Cetina, dove sono stati rinventi numerosi siti. Le genti di questa cultura erano presenti nelle grotte o in insediamenti all'aperto. 

## Descrizione
La cultura di Cetina emerse nella prima età del bronzo dal substrato eneolitico (cultura adriatica). I suoi portatori appartengono alla vecchia popolazione autoctona, parzialmente indoeuropeizzata.
Il maggior numero di siti conosciuti della cultura di Cetina si trovano nell'interno della Dalmazia, soprattutto tra il fiume Cetina e il fiume Narenta. Singoli reperti sono documentati anche sulle isole della Dalmazia centrale, nell'Adriatico settentrionale, in Albania, Italia meridionale, Sicilia e Grecia.
Gli insediamenti sono l'aspetto meno conosciuto della cultura di Cetina. I depositi più significativi della cultura di Cetina sono stati scoperti nella grotta Škarin samograd (circa 1,3 m) situata ai piedi del Mogli brdo, a sei chilometri a nord-ovest di Unešić. La quantità di risultati raccolti in altri insediamenti ricercati, in gran parte grotte, suggerisce principalmente un soggiorno temporaneo. 
Le tombe erano sotto tumuli. Il defunto veniva inumato o cremato.